# David Piper
David Piper,  britanski dirkač Formule 1, * 2. december 1930, Edgware, Anglija, Združeno kraljestvo.
David Piper je upokojeni britanski dirkač Formule 1. Debitiral je na domači dirki za Veliko nagrado Velike Britanije v sezoni 1959, kjer je odstopil. V sezoni 1960 je nastopil na Veliki nagradi Francije, kjer zaradi okvare dirkalnika sploh ni štartal, in na domači dirki za Veliko nagrado Velike Britanije, kjer je zasedel dvanajsto mesto, za tem pa ni več nikoli dirkal v Formuli 1.

## Popolni rezultati Formule 1
(legenda) (odebeljene dirke pomenijo najboljši štartni položaj, poševne pa najhitrejši krog, †-uvrščen kljub odstopu)
| Leto | Moštvo                     | Šasija        | Motor             | 1   | 2   | 3   | 4   | 5      | 6       | 7     | 8   | 9   | 10  | Prv | Toč |
| ---- | -------------------------- | ------------- | ----------------- | --- | --- | --- | --- | ------ | ------- | ----- | --- | --- | --- | --- | --- |
| 1959 | Dorchester Service Station | Lotus 16 (F2) | Climax Straight-4 | MON | 500 | NIZ | FRA | VB Ret | NEM     | POR   | ITA | ZDA |     | -   | 0   |
| 1960 | Robert Bodle Ltd.          | Lotus 16      | Climax Straight-4 | ARG | MON | 500 | NIZ | BEL    | FRA DNS | VB 12 | POR | ITA | ZDA | -   | 0   |